# Usztywnianie peptydów

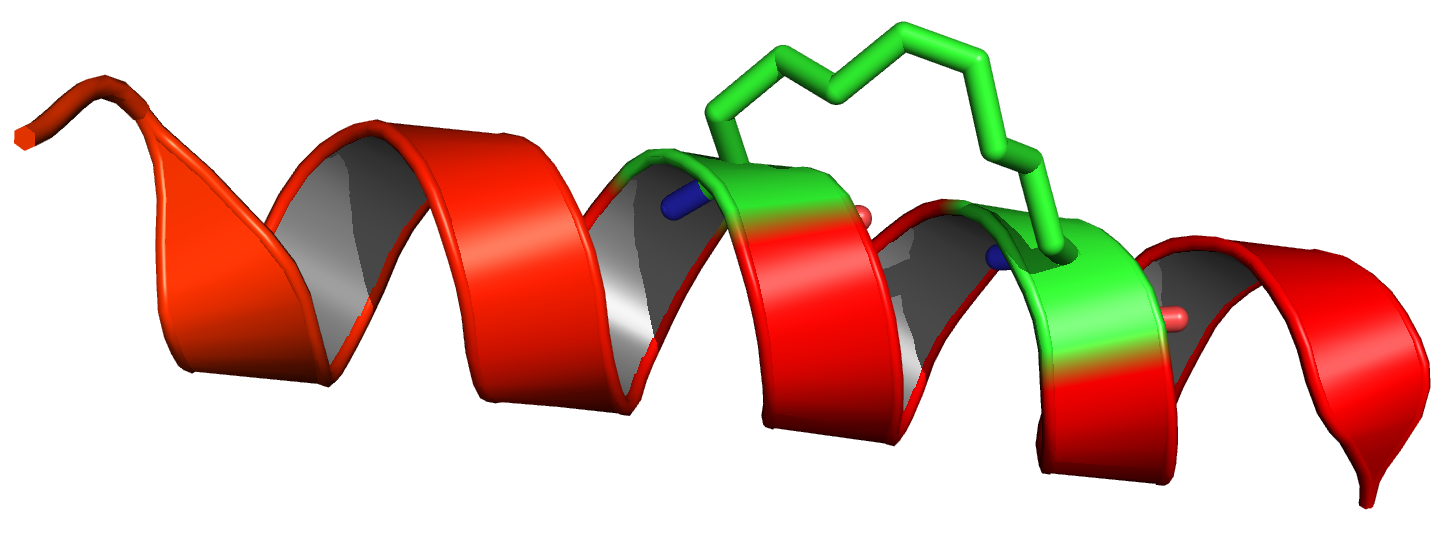
Wizualizacja usztywnienia struktury peptydu za pomocą mostka wiążącego dwa fragmenty helisy α

Usztywnianie peptydów – strategia chemiczna polegająca na wymuszeniu określonej konformacji peptydu (najczęściej helisy α) poprzez wprowadzenie mostków, tzw. zszywek, wiążących kowalencyjnie określone reszty aminokwasowe. Zszywka jest tworzona przez makrocykliczne połączenie pomiędzy dwoma łańcuchami bocznymi aminokwasów. Peptydy z wieloma zszywkami są określane jako peptydy usztywnione. Usztywnianie peptydów jest w szczególności stosowane w celu zwiększenia farmakologicznego działania peptydów.

## Cel usztywniania peptydów
Krótkie peptydy ze względu na labilność konformacyjną, a także podatność na degradację enzymatyczną mają ograniczone zastosowanie jako potencjalne farmaceutyki. Wykorzystanie peptydów jako potencjalnych środków terapeutycznych utrudniają takie kwestie jak:
- podatność na degradację proteolityczną
- słabe powinowactwo wiązania
- nieefektywna penetracja komórkowa.

Większość z tych problemów wynika z wysokiej niestabilności konformacyjnej peptydów, co czyni wiązanie amidowe podatnym na atak proteolityczny. Obiecującą tendencją peptydów α-helikalnych jest uleganie nukleacji konformacyjnej. Ta właściwość rozpoznana po raz pierwszy przez Isabellę Karle dowodzi, że stabilizacja konformacyjna wprowadzona w jednym miejscu może migrować na pewną odległość wzdłuż łańcucha polipeptydowego, być może stabilizując całą strukturę
Naturalne peptydy α-helikalne są dobrymi związkami wyjściowymi do projektowania terapeutycznych mimetyków syntetycznych. Krótkie peptydy (do 10 reszt aminokwasowych), będące fragmentami natywnych białek, po „wycięciu” z cząsteczki białka zazwyczaj nie zachowują swojej pierwotnej konformacji i zdolności do wiązania do innych białek. Peptydy takie są też podatne na degradację proteolityczną i nie mają zdolności przenikania przez błonę komórkową. 
Usztywnienie konformacji peptydów ma na celu ustabilizowanie naturalnej struktury helikalnej peptydu, co okazuje się mieć kilka korzystnych rezultatów. Po pierwsze zwiększa odporność proteolityczną peptydu, ograniczając tym samym miejsca hydrolizy wiązania peptydowego przez enzymy z grupy proteaz. Dodatkowo dzięki wzmocnieniu strukturalnemu, które odpowiednio utrzymuje orientację oddziaływających reszt aminokwasowych, zapewniając amfipatyczny charakter cząsteczce, zwiększa się powinowactwo i ułatwia penetrację poprzez błony biologiczne. Powszechnie uważa się zatem, że strategia stabilizacji α-helisy w wyniku kowalencyjnego węglowodorowego połączenia w postaci „zszywki” przyczynia się do zwiększonej stabilności i potencjału destrukcyjnego na błony bakteryjne, co stanowi obiecującą ścieżkę badań dla opracowywania potencjalnych leków o zastosowaniu klinicznym

## Metody usztywniania peptydów
Znanych jest wiele sposobów usztywniania peptydów, które można podzielić na jedno- i dwuskładnikowe. Wprowadzanie dodatkowych elementów strukturalnych powodujących „zamrożenie” konformacji danego peptydu prowadzić może do otrzymania związków o tych samych lub nowych właściwościach bioaktywnych.

### Metody jednoskładnikowe
Są to bezpośrednie reakcje pomiędzy resztami dwóch aminokwasów z dodatkowymi grupami funkcyjnymi w łańcuchu bocznym. Długość, struktura i chemiczna funkcjonalność uzyskanego usztywnionego połączenia jest określana przez wybór aminokwasów podczas syntezy peptydu. 
Techniki: 
- laktamizacja – cyklizacja przez wytworzenie laktamu.
- cykloaddycja typu „click”
- odwracalne wytworzeniem wiązań oksymowych

### Metody dwuskładnikowe
W podejściu tym wykorzystywany jest bifunkcyjny związek łączący, który tworzy mostek poprzez reakcję z dwoma komplementarnymi nienatywnymi resztami aminokwasowymi w peptydzie. W metodzie z bifunkcyjnym łącznikiem może być generowanych więcej produktów ubocznych, zatem właściwe produkty zwykle otrzymuje się z niskimi wydajnościami.
Techniki: 
- węglowodorowego "zszywania" w wyniku reakcji metatezy
- wykorzystanie oddziaływań hydrofobowych
- wytworzenie mostków dwusiarczkowych

## Usztywnienie peptydu za pomocą węglowodorowej „zszywki”
Zszywany peptyd (ang. stapled peptide), to krótki peptyd zsyntetyzowany na nośniku stałym, posiadający w swojej strukturze syntetyczną klamrę tzw. „zszywkę”, dzięki której przyjmuje aktywną strukturę drugorzędową, zwykle α-helikalną. „Zszywka” jest utworzona podczas reakcji metatezy, w wyniku kowalencyjnego wiązania dwóch łańcuchów bocznych nienaturalnych aminokwasów umiejscowionych w ściśle określonym miejscu w syntetyzowanym łańcuchu peptydowym.
Peptydy α-helikalne stabilizowane za pomocą węglowodorowej „zszywki” stanowią potencjalną nową klasę związków badawczych zdolnych do zakłócania wewnątrzkomórkowych interakcji białko-białko. Zastosowana technologia węglowodorowego „zszywania” stanowi obiecującą ścieżkę zwiększenia farmakologicznego działania peptydów poprzez opracowanie sond chemicznych czy potencjalnych leków celowanych. 
Wprowadzenie modyfikacji w postaci tzw. „zszywki” do peptydu wiąże się z uprzednim umiejscowieniem dwóch aminokwasów o niebiałkowym charakterze zawierających olefinowy łańcuch boczny. Reszty biorące udział w węglowodorowym procesie zszywania powinny znajdować się w odpowiedniej odległości od siebie. Zwykle umieszczone są w pozycji i oraz i + 4 lub i + 7 w łańcuchu peptydowym. W przypadku „zszywania” typu i, i + 4, stosuje się łańcuchy 7-8 atomowe, natomiast dla „zszywania” typu i, i + 7 od 10 do 12 atomów węgla w alkenowym łańcuchu wprowadzonego aminokwasu. Ponadto podczas procesu modyfikacji struktury peptydu zaleca się umieszczenie klamry pomiędzy hydrolifowymi i hydrofobowymi ścianami przyszłej helisy, tak aby nie zakłócać jej amfipatycznego charakteru. Nie należy również wpływać znacząco na sumaryczny ładunek natywnego peptydu oraz jego aktywność.
Ostatecznie kowalencyjne związanie reszt olefinowych w tzw. „zszywkę” następuje w wyniku reakcji metatezy z zamknięciem pierścienia (RCM, z ang. Ring-Closing Metathesis) za pośrednictwem katalizatora rutenowego. Reakcja ma miejsce podczas syntezy peptydu na podłożu stałym. W 2000 roku Gregory Verdine i współpracownicy opisali pierwszą syntezę całkowicie węglowodorowego usieciowania w celu stabilizacji α-helisy peptydu.